# 烏奈·洛佩斯
烏奈·洛佩斯·卡夫雷拉（西班牙語：Unai López Cabrera，發音：[ˈunaj ˈlopeθ]；巴斯克語發音：[unai lopes̻]；1995年10月30日—）是一位西班牙足球運動員。在場上的位置是中場。現效力於西甲球隊巴列卡诺。